# Seznam županov občin v Sloveniji
Seznam županov občin v Sloveniji je krovni seznam.

## Po državah in mandatu

### Vmesno obdobje (1990–1994)
- Seznam županov občin v Sloveniji (1990–1994)

### Republika Slovenija(1994–danes)
- Seznam županov občin v Sloveniji (1994–1998)
- Seznam županov občin v Sloveniji (1998–2002)
- Seznam županov občin v Sloveniji (2002–2006)
- Seznam županov občin v Sloveniji (2006–2010)
- Seznam županov občin v Sloveniji (2010–2014)
- Seznam županov občin v Sloveniji (2014–2018)
- Seznam županov občin v Sloveniji (2018–2022)